# 鲍里斯·尼古拉耶维奇·梅利尼科夫
鲍里斯·尼古拉耶维奇·梅利尼科夫（1896年—1938年），苏联情报机构格鲁乌人员、外交官，生于俄罗斯帝国外贝加尔州谢连金斯基区，1922年5月加入苏联红军总部情报机构格鲁乌，与扬·卡尔洛维奇·别尔津结识，1923年5月在哈尔滨担任领事秘书，1924年至1928年担任格鲁乌情报机构负责人，同时担任外交人民委员部远东部门负责人，1928年10月至1929年担任苏联驻哈尔滨领事。中东路事件期间回国，参与《中苏伯力会议议定书》的签订，后返回中国继续担任联驻哈尔滨领事。1931年6月，担任苏联驻日本代办。1935年—1937年，担任共产国际国际联络部领导人。1938年，被处决。